# تبوك (بندقية)
بندقية تبوك هي بندقية قنص عراقية آلية مصنوعة من نسخة معدلة من بندقية هجومية طراز إم 70 زاستافا، تم تصنيعها في منشآت القادسية في عهد الرئيس صدام حسين

## خلفية
الاسلحة كانت تقليدية وكانت مطورة قليللآ فكانت ذو صفائح معدنية أكثر سمكا والتي شكلت على مدى مرتكز الدوران أكبر وأثقل بينما هذا إضافة إلى الوزن لها تأثير ايجابي على المتانة.
وطول بندقية تبوك العراقية 23.6 بوصة - أطول قليلآ وأرق من السلاح الاصلي 

## تفاصيل التصميم
الاختلافات بين في تبوك وM72 اليوغسلافية قليلة؛ إليه auto شبه فقط تبوك لا فرق واضح بصريا، ولكن ربما الأكثر أهمية. [5] هذه الميزة يملي بندقية دورة كواحد من الدقة النار والنار لا القمعية. من المهم أيضا كما أنه يمنع الأفراد أقل من إخضاع ماسورة بندقية مخصصة للدقة للنيران السيارات الكاملة التي سوف تقصير العمر المفيد أن البندقية.
[[Iraqi police officer with Tabuk sniper rifle.jpg|تصغير|صورة للشرطة العراقية وهي تحمل بندقية تبوك في بغداد]]
فرق أكثر وضوحاً هو البرميل أخف بكثير تركيبها في تبوك. البرميل M72 هو مضروب في الجزء الخلفي القرب من الحراس من ناحية والآن أثقل من أن في تبوك (أو أن أنقرة القياسية). سمك البرميل M72 موجود لتسهيل توزيع الحرارة عن طريق الإعلام والتبريد عبر المساحة السطحية. حيث تم حذف الخيار لإطلاق النار السيارات الكاملة (وأنها ليست نموذجية من الكتلة الشرقية البنادق الدقة طويلة المدى لاستخدام برميل الثقيلة للتأكد من دقتها) تبوك، مثل دراغانوف وفقدها، قد برميل خفيفة نسبيا.
ويختلف تبوك M72 في بعض الطرق الأخرى. فقد حكم للبصريات المتزايدة، على الرغم من أن هذا ليس شريكا غير عادية على أسلحة "الكتلة الشرقية"، وله عن خيرة العظمية مع قطعة الخد. فرق ثالثة، وربما كان أهم جديلة البصرية (على الرغم من لا نهائي) عند تحديد منطقة تبوك، هو نقص واضح bipod. M72 bipod، التي ليست قابلة للنزع من M72 (على الرغم من إزالة أحياناً بواسطة قوات غير المنضبطة)، من الواضح تماما من بعيد عندما تعلق. تمت إزالته من المحتمل من تصميم تبوك لتعزيز الدقة الميكانيكية وتقليل الوزن، وعلى الرغم من أنه تم الإبقاء على قد أضفت الاستقرار مفيدة (دقة العملية) لفترة طويلة من مجموعة العمل.
نظراً لأنها أساسا أككوريزيد، M72 ضمن المجال، هو غرف في تبوك لعيار M72 الأولية، 7.62 × 39. وهذا مفيد كما أنه يسمح في تبوك لاستخدام المجلات نفسها كأنقرة، والمجلات AKM مصنوعة جيدا، وفيرة، وسهلة ليحل محل إذا فقدت.
من الناحية الفنية لأنه هو هيئة تشريعية في تبوك M43 السوفياتية أو 7.62 × 39 مم خرطوشة، لا يمكن أن تعمل تكنولوجيا المعلومات [5] (بالمعايير الغربية) كبندقية قناصة. مع مجموعة فعالة الحد أقصى من 600 متر فقط (استناداً إلى مسار)، ينبغي في تبوك بدلاً من ذلك البندقية هداف المعينة ل. وقال أن، ونظرا للتضاريس الحضرية التي أوفدت هذه البنادق هي عادة، هذا مواربة دلالية محضة.
تبوك، ضمن نطاق معين، كل بت فعالة كما دراغونوف أو فقدها إذا ما استخدمت على وجه التحديد. في نهاية بكثير من نطاق فعالية بلا ريب أقل فتكاً من نظيراتها سرعة أعلى بسبب تركيبة الجولة للاستقرار وسرعة منخفضة، يعطيها أقل تصل إلى من العيار 7.62x54R دراغانوف. أنه يشبه بصريا آر بي كي، مما قد يجعل تحديد القناصة العدو أكثر صعوبة. وبالمثل، يحاكي توقيعه الصوتية من أنقرة.

## المستخدمين
العراق: عدد غير معروف
 سوريا
 الأردن
 فلسطين
 السعودية
 اليمن